# Saint-Martin-Valmeroux
Saint-Martin-Valmeroux é uma comuna francesa na região administrativa de Auvérnia-Ródano-Alpes, no departamento de Cantal. Estende-se por uma área de 25,95 km². Em 2010 a comuna tinha 744 habitantes (densidade: 28,7 hab./km²).